# Ižstal Iževsk
Ižstal Iževsk (ru: Ижсталь Ижевск) je hokejový klub z Iževsku, který hraje Ruskou vyšší ligu ledního hokeje (2. liga po Kontinentální hokejové lize) v Rusku. Své domácí zápasy hraje na stadionu Ižstal. 